# Polsko-ukrajinská státní hranice

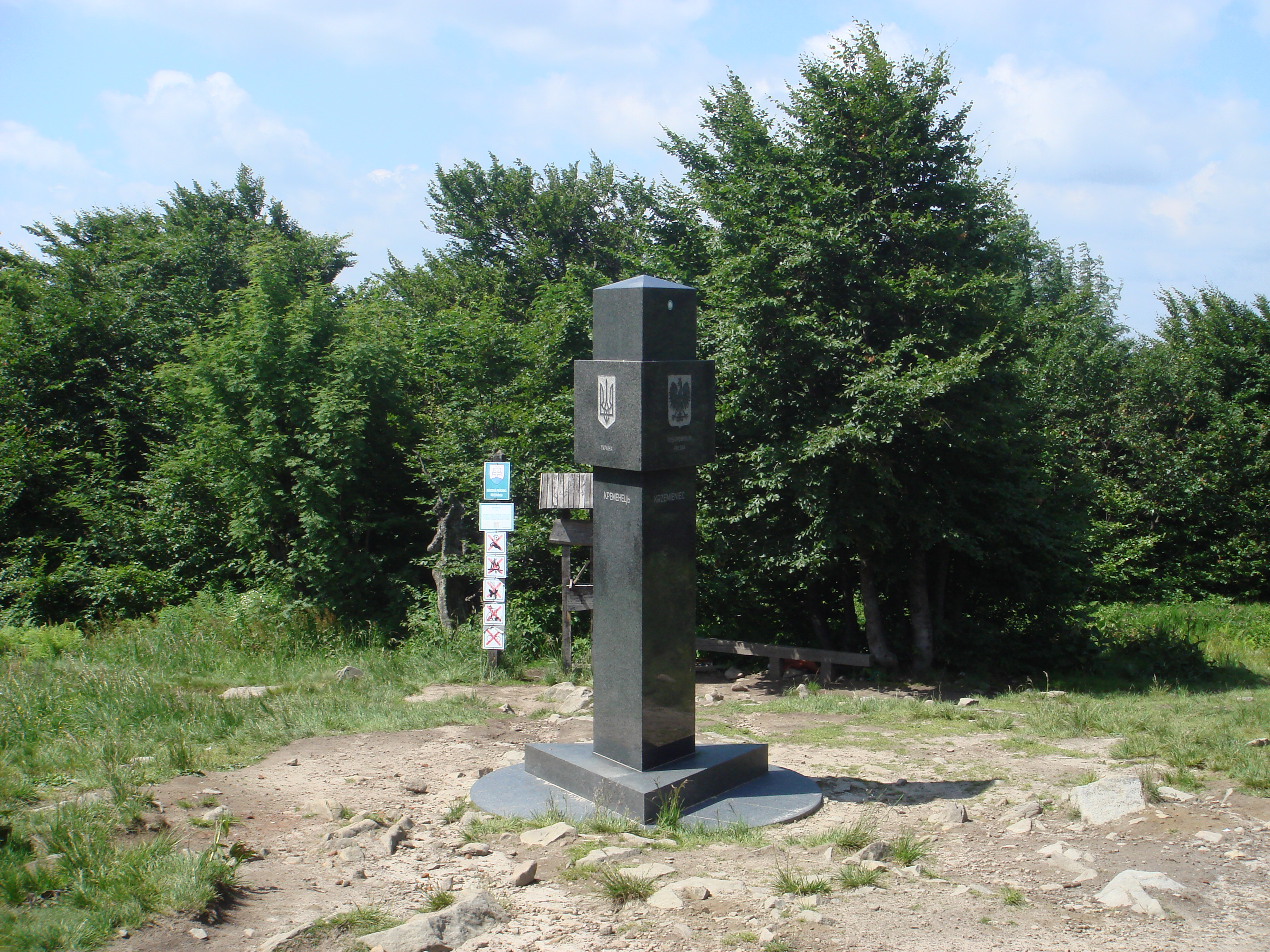
Slovensko-polsko-ukrajinské trojmezí u vrcholu hory Kremenec v Bukovských vrších

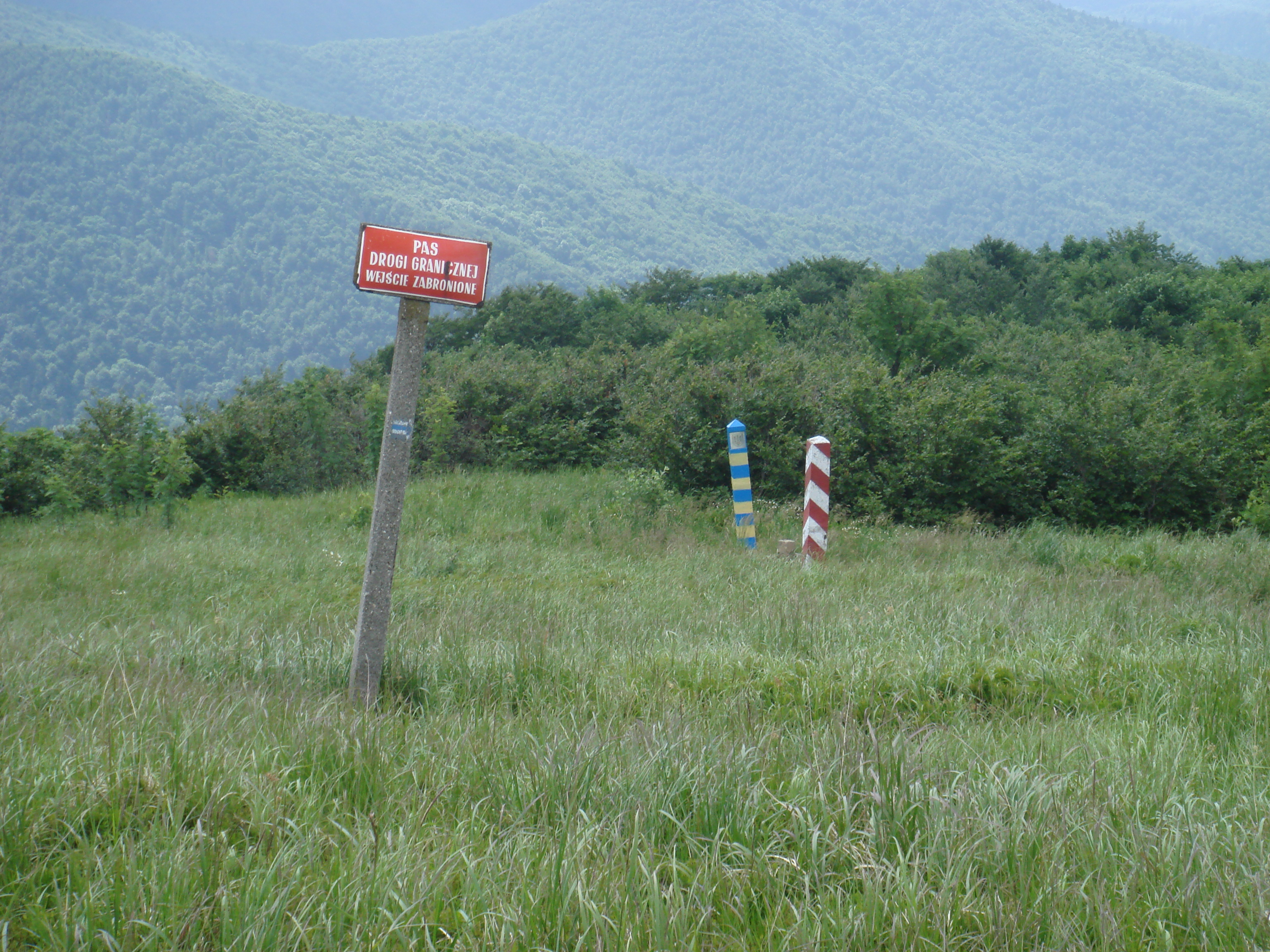
Polsko-ukrajinská státní hranice pod Wielkou Rawkou v Bukovských vrších

Polsko-ukrajinská státní hranice je státní hranice mezi Polskem a Ukrajinou. Je současně vnější hranicí Evropské unie a Schengenského prostoru. Táhne se v délce 535 km. V celém svém průběhu je totožná s odpovídající částí bývalé státní hranice polsko-sovětské.

## Průběh

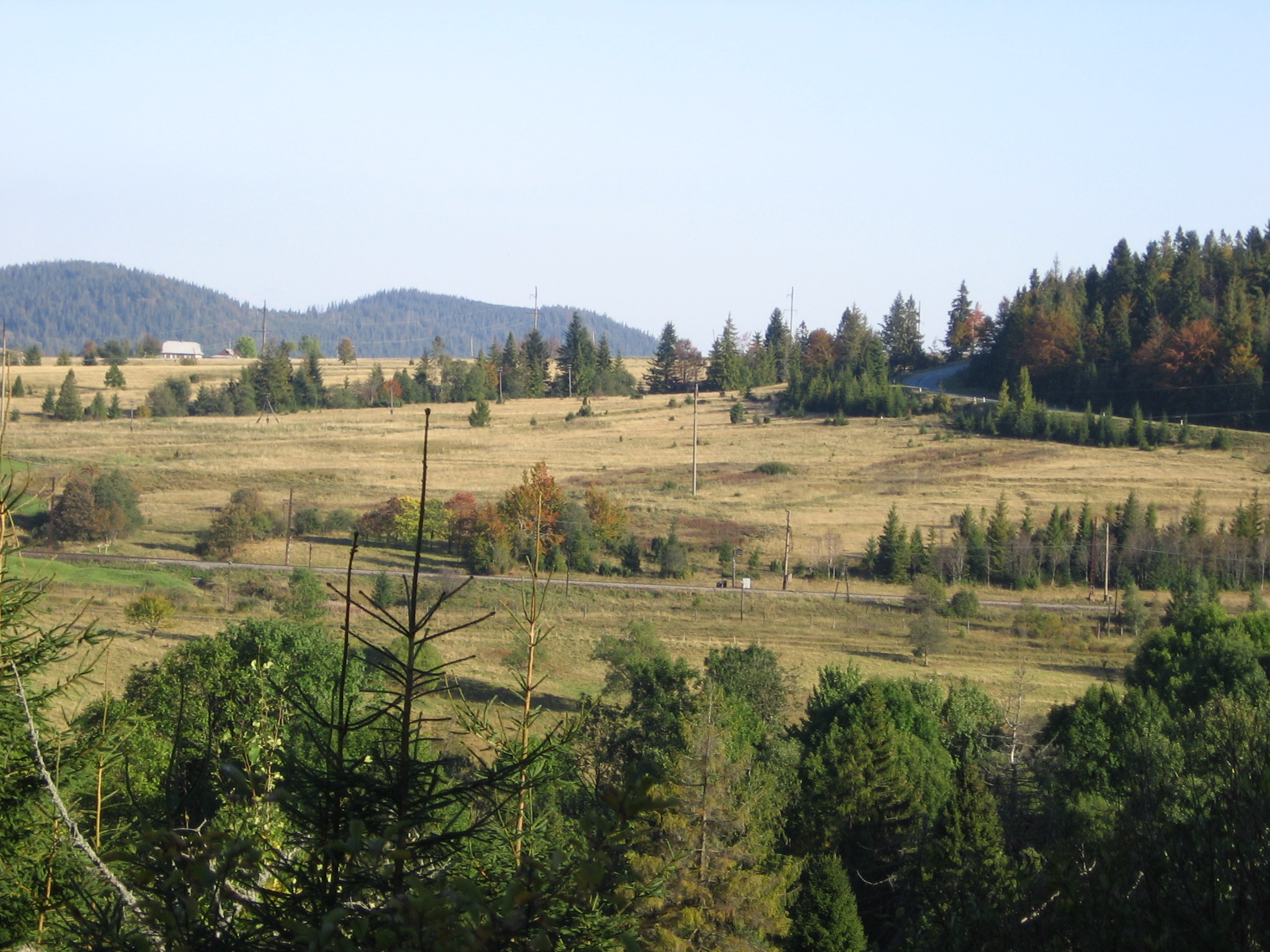
Pohled na Užocký průsmyk z Polska

Vývoj polských státních hranic ve 20. století, dnešní polsko-ukrajinská hranice v průběhu k roku 1947 je vyznačena červeně, modře je vyznačena tzv. Curzonova linie

Polsko-ukrajinská státní hranice počíná na slovensko-polsko-ukrajinském trojmezí u vrcholu hory Kremenec v Bukovských vrších. Táhne se přes vrchol této hory a běží jihovýchodně po bývalé státní hranici československo-polské až do bezprostřední blízkosti Užockého průsmyku k pramenu Sanu. Poté se obrací na sever a běží tokem Sanu severozápadně až k vesnici Smolnik. Následně pokračuje severním směrem, přetíná údolí řeky Strwiąż a u vesnice Krościenko se točí na severovýchod. Po dosažení řeky Západní Bug běží jeho tokem severozápadně až k Sobiboru, kde končí na trojmezí bělorusko-polsko-ukrajinském.

## Hraniční přechody
Na polsko-ukrajinské státní hranici je celkem dvanáct hraničních přechodů, z toho šest silničních a šest železničních.